# Lissie
Элизабет Морус (англ. Elisabeth Maurus) — американская фолк-певица. Известна под сценическим именем Lissie. В 2010 году выпустила свой дебютный альбом Catching a Tiger.

## Биография
Элизабет Морус родилась в 1982 году в городе Рок-Айленд, Иллинойс.
Совместно с DJ Harry приняла участие в работе над песней «All My Life», которая звучала в сериалах Доктор Хаус и Вероника Марс.
В 2008 году Ленни Кравиц пригласил её исполнить сет на открытии тура Love Revolution.
Её дебютный альбом Catching a Tiger вышел на лейбле Columbia Records 21 июня 2010 года. К альбому вышло три сингла «In Sleep», «When I’m Alone» и «Cuckoo». Первый сингл «In Sleep» 13 марта 2010 года был избран песней дня журналом Q.
В 2012 году она приняла участие в записи заключительной песни альбома Робби Уильямса Take the Crown.

## Дискография

### Студийные альбомы
- Catching a Tiger[англ.] (2010)
- Back to Forever[англ.] (2013)
- My Wild West[англ.] (2016)
- Castles (2018)

### Мини-альбомы
- Lissie (2007)
- Why You Runnin' (2009)
- Covered Up With Flowers (2011)
- Love in the City (2013)
- Cryin' to You (2014)